# Africa Triathlon
Africa Triathlon est le nom que prend, en 2020, la Fédération africaine de triathlon créée en 1993 pour développer sur le continent africain le triathlon et les sports dérivés de celui-ci. Elle organise les courses des championnats africains officiels pour l'ensemble des sports enchaînés gérés par la Fédération internationale de triathlon à laquelle elle est affiliée.

## Historique
La Fédération africaine de triathlon (ATU) est fondée en 1993 dans la baie de Gordon près du Cap. Les premiers championnats de triathlon africains sur distance M (distance olympique) se tiennent 20 mars 1993 dans la baie de Gordon. Trois cents athlètes de Namibie, du Zimbabwe et d'Afrique du Sud participe à l'événement.  Les triathlètes sud-africain Conrad Stoltz  en 1 h 48 min 19 s et Hannele Steyn en 2 h 3 min 34 s et à l'âge de 19 ans remporte cette première édition de la compétition internationale élite. À l'origine les championnats d'Afrique ont lieu tous les deux ans, la seconde édition des championnats est organisé à Nyanja au Zimbabwe et la troisième à l'île Maurice. 
En 2005, la Fédération internationale de triathlon lance la Continental Cup Triathlon dans les cinq continents. Cette série fait partie du classement mondial des triathlètes. l'Afrique du Sud, la Namibie, Maurice, le Kenya et la Tunisie  organisée des étapes de la coupe d'Afrique dans des lieux exotiques comme La Coco Beach à l'île Maurice, le Fort Jésus à Mombasa, au Kenya et Jasmine Hammamet sur la côte méditerranéenne de la Tunisie. En 2006, la première épreuve de la coupe du monde ATU a eu lieu à Richards Bay, en Afrique du Sud. Elle a été suivie de deux autres épreuves de cette compétition en 2007 et 2008.

## Structuration
Africa Triathlon est une structure fédérale à laquelle adhèrent, en 2015, 42 fédérations de triathlon nationales.
- Burundi
- Cameroun
- Égypte
- Ghana
- Kenya
- Libye
- Madagascar
- Maroc
- Maurice
- Mozambique
- Namibie
- Nigeria
- Rwanda
- Seychelles
- Afrique du Sud
- Togo
- Tunisie
- Ouganda
- Zimbabwe
- République du Congo

## Championnats
La série originale des courses ATU est la course de distance M (distance olympique) sanctionnée par les championnats d'Afrique de triathlon. 
Les événements suivants des championnats d'Afrique sont organisés par l'ATU : 
- Championnats d'Afrique de triathlon
- Championnats d'Afrique de duathlon.